# Ingariko
Les Ingariko sont un petit sous-groupe de l’ethnie Kapon localisé en territoire brésilien, sur le rio Cotingo et réputé très traditionaliste.